# Snäcken
Snäcken este o arie protejată (arie specială de conservare — SAC, sit de importanță comunitară — SCI) din Suedia întinsă pe o suprafață de 12,6 ha, integral pe uscat.

## Localizare
Centrul sitului Snäcken este situat la coordonatele 61°25′13″N 17°10′26″E / 61.4204°N 17.174°E.

## Înființare
Situl Snäcken a fost declarat sit de importanță comunitară în decembrie 1995 pentru a proteja un număr necunoscut de specii din flora spontană și fauna sălbatică aflate în arealul zonei. Situl a fost protejat și ca arie specială de conservare în martie 2011.

## Biodiversitate
Situată în ecoregiunile boreală și marină baltică, aria protejată conține 2 habitate naturale: Vegetație perenă pe țărmurile stâncoase, Păduri de conifere pe eskere fluvioglaciare sau legate la acestea.
La baza desemnării sitului se află un număr nedeclarat de specii protejate.